# Проців Вітольда Іванівна
Вітольда Іванівна Проців (23 червня 1912, місто Косів, нині Івано-Франківської області — 30 вересня 1999, місто Коломия Івано-Франківської області) — українська діячка, заслужена вчителька Української РСР, художниця, викладачка Коломийського педагогічного училища та Коломийської школи-інтернату Івано-Франківської області. Депутат Верховної Ради УРСР 4—5-го скликань.

## Життєпис
Народилася в родині службовця. Батько помер у 1913 році. Навчалася у вчительській семінарії міста Коломия, закінчила вчительську семінарію Сестер Василіянок у місті Станиславові.
Працювала вчителькою Дятьківської початкової школи Станиславівського воєводства, була курінною у «Пласті». Потім проживала в місті Коломиї, де до вересня 1939 року працювала вчителькою приватної української школи імені Івана Франка.
У жовтні 1939 року обрана депутатом Народних Зборів Західної України від міста Коломиї Станиславівського воєводства. Працювала інспектором із дошкільного виховання, в 1940 році обрана депутатом Коломийської міської ради депутатів трудящих.
У 1941—1944 роках — директорка Коломийської української школи імені Лесі Українки. З 1944 року — завідувачка базової школи, а потім викладачка малювання і каліграфії Коломийського педагогічного училища та Коломийської школи-інтернату Івано-Франківської області. У 1952 році заочно закінчила Львівський державний університет імені Івана Франка.
Художниця (авторка циклу малюнків «Моя Гуцульщина»), мистецтвознавець, автор шкільних підручників: «Уроки образотворчого мистецтва» (1976, 1981, 1983, 1986, 1987).
Потім — на пенсії в місті Коломиї Івано-Франківської області.
У період «перебудови» зайняла активну національну позицію, вступила до Народного Руху України. Була активною діячкою «Конгресу української інтелігенції», «Просвіти», «Союзу українок» та ін. у місті Коломиї.

## Нагороди
- почесна грамота Президії Верховної Ради Української РСР (7.03.1960)
- заслужена вчителька Української РСР

## Вшанування пам'яті
У березні 2023 року відкрилася виставка творчих робіт Вітольди Проців в  арт-галереї "Зодіак" у Коломиї.
У січні 2025 року з ініціативи директора Коломийського педагогічного коледжу Валерія Ковтуна відкрилася пам'ятна таблиця Вітольди Проців на фасаді будинку, де вона мешкала.